# Jan Bělehrádek
Jan Bělehrádek (* 18. Dezember 1896 in Prag; † 8. Mai 1980 in London) war ein tschechischer Arzt, Biologe, Professor, Dekan und eine Persönlichkeit des tschechoslowakischen politischen und gesellschaftlichen Lebens.

## Leben
Der Sohn des Pädagogen František Bělehrádek promovierte 1922 an der ärztlichen Fakultät der Karls-Universität in Prag. Bis Oktober 1923 arbeitete er als Assistent an der Universität und später am biologischen Institut in Brünn, wo er 1925 im Fach allgemeine Biologie habilitierte. Die Ernennung zum außerordentlichen Professor erfolgte 1927, vier Jahre später zum ordentlichen Professor im Fach Biologie. Dazwischen arbeitete er 1929 als wissenschaftlicher Mitarbeiter am King’s College in London. 1934 erfolgte die Ernennung zum Direktor des biologischen Instituts Albertov in Prag. Er hielt eine Professur an der Karls-Universität, wo er 1937 bis 1938 als Dekan fungierte. Am 1. September 1938 wurde er durch die Gestapo festgenommen und im Gefängnis Pankrác inhaftiert. Nach seiner Entlassung versteckte er sich bis 1945 im Sanatorium in Pleš. Knapp vor Ende des Krieges wurde er entdeckt und in das KZ Theresienstadt deportiert. Nach der Befreiung der Tschechoslowakei wurde er zum Rektor der Karls-Universität berufen, und von der Tschechischen Sozialdemokratischen Partei als Abgeordneter in die Nationalversammlung gewählt. 1949 nahm er die Tätigkeit für die UNESCO in Paris auf, wurde aber 1956 auf Druck der tschechoslowakischen kommunistischen Regierung wieder entlassen. Er ging nach London und arbeitete bis zu seinem Ruhestand als Wissenschaftler an der Middlesex Medical School. Kurz vor seinem Tod bekannte er sich zum Vermächtnis von Jan Hus und trat in den Londoner Moravian Brethren ein, einer Glaubensgemeinschaft, die dort der Lehre der böhmischen Brüder-Unität am nächsten steht.

## Veröffentlichungen

### Sachbücher
- K diskusi o Steinachově omlazování, etwa 1920
- Biologické základy rytmiky, 1922
- Člověk a slunce, 1922
- Pokusný okamžitý astigmatismus z únavy, 1922
- Stimulation de l'anabolisme total par des produits cataboliques de muscle, 1923
- Rytmika životního dění, 1923
- Nespecifický vliv par hormonů svalových na celkový růst a theorie o podněcování anabolismu katabolity, 1924
- Rozdvojení klonické a tonické složky svalového stahu, 1924
- Viskosita protoplasmy a její vztah k aktivitě a stárnutí buňky, 1924–25
- Vliv koloidního stříbra na pohlavní elementy a embryonální vývoj Arbacie, 1925
- Závislost životních dějů na teplotě a její matematický výraz, 1926
- Populační problém Československa z hlediska obecné biologie, 1927
- Détermination de la viscosité protoplasmique au moyen d'un coefficient thermique, 1927
- Druhové rozdíly v závislosti životních úkonů na teplotě a pokus o novou terapii homoiothermie, 1927
- Nová teorie teplokrevnosti, 1928
- Moderní názory o povaze živé hmoty, 1928
- Vliv stáří na teplotové koeficienty biologických dějů, 1929
- Další pokusy o podněcování růstu krmením unavenými svaly, 1930
- Život a voda, 1930
- Vliv tepelného přizpůsobení organismů na výši teplotových koeficientů a jejich úkonů, 1930
- Poznámky z obecné biologie, 1931
- Obecná biologie I, 1934
- Temperature and Living Matter, Berlin 1935
- Nauka o člověku, 1936
- Populační politika z hlediska lékařského, 1937
- Výživa myokardu, 1940
- O holismu, 1941
- Šťastné dítě, 1941
- Člověk v číslech, 1942
- Zrakem biologie, 1942
- Novým dechem, 1946
- Věda a společnost, 1946

### Zeitschriftenbeiträge
- Internationales ärztliches Bulletin, Prag, 4. Jg. (1937), Heft 4–5 (Mai–Juni), S. 45–56: Eugenik und Rassismus. Digitalisat
- Bulletin Société Natur de Luxembourg 1952
- Nature (London) 1954
- Protoplasma (Graz) 1957
- Annual Revue Physiology 1957
- The Cell and Environmental Temperature (A. S. Troshin, Oxford) 1967

## Bibliographie
- T. Ross: Bělehrádek – type Models, Journal of Industrial Microbiology 1993
- Jaroslav Bránský: Bělehrádkovi z Rozseče, Vlastivědné listy Boskovicka 1994
- Jaroslav Bránský: Univerzitní profesor MUDr. Jan Bělehrádek, Universitas 1994
- Pavel Jerie: Profesor MUDr. Jan Bělehrádek, Zdravotnické noviny 1994.
- Věra Linhartová: Jan Bělehrádek a jeho cesta ke svobodě ducha ISBN 80-7262-212-9